# Fondation Magic System
 (avril 2025).
La mise en forme du texte ne suit pas les recommandations de Wikipédia : il faut le « wikifier ».
Les points d'amélioration suivants sont les cas les plus fréquents. Le détail des points à revoir est peut-être précisé sur la page de discussion.
- Les titres sont pré-formatés par le logiciel. Ils ne sont ni en capitales, ni en gras.
- Le texte ne doit pas être écrit en capitales (les noms de famille non plus), ni en gras, ni en italique, ni en « petit »…
- Le gras n'est utilisé que pour surligner le titre de l'article dans l'introduction, une seule fois.
- L'italique est rarement utilisé : mots en langue étrangère, titres d'œuvres, noms de bateaux, etc.
- Les citations ne sont pas en italique mais en corps de texte normal. Elles sont entourées par des guillemets français : « et ».
- Les listes à puces sont à éviter, des paragraphes rédigés étant largement préférés. Les tableaux sont à réserver à la présentation de données structurées (résultats, etc.).
- Les appels de note de bas de page (petits chiffres en exposant, introduits par l'outil «  Source ») sont à placer entre la fin de phrase et le point final[comme ça].
- Les liens internes (vers d'autres articles de Wikipédia) sont à choisir avec parcimonie. Créez des liens vers des articles approfondissant le sujet. Les termes génériques sans rapport avec le sujet sont à éviter, ainsi que les répétitions de liens vers un même terme.
- Les liens externes sont à placer uniquement dans une section « Liens externes », à la fin de l'article. Ces liens sont à choisir avec parcimonie suivant les règles définies. Si un lien sert de source à l'article, son insertion dans le texte est à faire par les notes de bas de page.
- La présentation des références doit suivre les conventions bibliographiques. Il est recommandé d'utiliser les modèles {{Ouvrage}}, {{Chapitre}}, {{Article}}, {{Lien web}} et/ou {{Bibliographie}}. Le mode d'édition visuel peut mettre en forme automatiquement les références.
- Insérer une infobox (cadre d'informations à droite) n'est pas obligatoire pour parachever la mise en page.

Pour une aide détaillée, merci de consulter Aide:Wikification.
Si vous pensez que ces points ont été résolus, vous pouvez retirer ce bandeau et améliorer la mise en forme d'un autre article.
La Fondation Magic System est une organisation à but non lucratif créée en octobre 2014 par les artistes musiciens du groupe ivoirien Magic System. Elle possède le statut d'association d'utilité publique et œuvre pour le bien-être des populations à travers des actions sociales dans le domaine de l’éducation, la santé, l’environnement et la culture. La fondation siège à Cocody (Abidjan). Elle est dirigée par Salif Traoré dit A'Salfo.

## Mission
La fondation Magic System a pour mission de lutter contre le réchauffement climatique, de promouvoir la paix en Côte d'Ivoire,, d'organiser des évènements à but non lucratif pour collecter des fonds, de promouvoir la culture ivoirienne et africaine, d'investir dans l'éducation et la santé pour le bien-être des populations et de lutter contre l'immigration clandestine. 

## Direction
Salif Traoré dit A'Salfo est le président de la fondation Magic System. Son directeur exécutif est Jean-Louis Boua.

## Partenariats
- 30 mars 2023 :  La Fondation YeS et la Fondation Magic System ont signé un partenariat pour la caravane de reboisement populaire[7].
- 28 mars 2022 : La Fondation CMA CGM et la Fondation Magic System ont signé un partenariat pour la construction d’une école primaire à Port-Bouët (Côte d’Ivoire)[8].
- 06 septembre 2017 :  La Fondation Magic System a signé une convention avec l'Agence Emploi Jeune pour promouvoir la jeunesse civique et citoyenne tout en la formant et l'éduquant lors des différentes éditions du festival des musiques urbaines d'Anoumabo (FEMUA) à travers le volet scientifique du festival dénommé « Carrefour Jeunesse »[9].
- 04 novembre 2016 : La Fondation Magic System et African Artists for Development (AAD) ont signé un partenariat prometteur pour la construction de cinq bibliothèques scolaires en Côte d'Ivoire[10].

## Historique
En octobre 2014, le groupe Magic System, qui jouit d'une grande reconnaissance musicale grâce à 16 disques d'or et 3 de platine, a fondé une association caritative qui organise des événements à but non lucratif pour collecter des fonds et mène des actions dans les domaines de l'éducation et de la santé. Grâce à ses efforts en faveur du développement social, économique et humain en Côte d'Ivoire, la fondation a obtenu le statut d'association d'utilité publique et développe des projets en faveur des enfants, notamment la construction prévue de cinq écoles. Au cours des deux dernières années, la Fondation Magic System a renforcé sa position dans le domaine de l'aide au développement en Côte d'Ivoire en distribuant du matériel, en rénovant une pouponnière et en organisant des festivals. Le groupe ivoirien considère donc que le social est son code d'honneur.

## Contributions importantes
- 13 avril 2023 : La Fondation BGFIBank en partenariat avec la fondation Magic System fait don d'un groupe électrogène et un bloc sanitaire à la population d'Anoumabo[11].
- 20 novembre 2022 : L’UNICEF en collaboration avec la fondation Magic System a organisé un concert géant au palais de la culture d’Abidjan dans le cadre de la clôture de la campagne de sensibilisation contre la violence faite aux enfants dans le monde[12].
- 2020 : Caravane de la solidarité initiée par la Fondation Magic System, en partenariat avec l’Union Européenne, à l’endroit des populations démunies, dans le cadre de la lutte contre la propagation du coronavirus, lancée à Abidjan et dans dix autres villes du territoire ivoirien[13].
- 2019 : La Fondation Magic System et de l'Union Européenne ont sillonné la Côte d'Ivoire avec une trentaine d'artistes ivoiriens dans le cadre de l'UE-Magic Tour 2019. Cette initiative consistait à porter un message de paix et de réconciliation aux populations à moins d'un an de la présidentielle de 2020[3]

## Activités
- Festival des Musiques urbaines d'Anoumabo